# Undley
Undley – przysiółek w Anglii, w Suffolk. Undley jest wspomniana w Domesday Book (1086) jako Lundale.